# Jack C. Haldeman II
Jack Carroll „Jay“ Haldeman II (* 18. Dezember 1941 in Hopkinsville, Kentucky; † 1. Januar 2002 in Gainesville, Florida) war ein US-amerikanischer Biologe und Science-Fiction-Schriftsteller. Er war der ältere Bruder des Science-Fiction-Autors Joe Haldeman.

## Leben
Jack Haldeman studierte Umwelttechnik und Biologie an der University of Oklahoma und schloss sein Studium erfolgreich an der Johns Hopkins University ab. Während seiner wissenschaftlichen Karriere beschäftigte er sich mit Parasitologie, betrieb Feldstudien über Wale in der kanadischen Arktis, Studien über den Treibhauseffekt und koordinierte die Gestaltung einer Webseite und CD über Landwirtschaft in Florida. Der Bandwurm Hymenolepis haldemani ist nach ihm benannt.
Haldeman hat über 100 Kurzgeschichten veröffentlicht; seine erste Garden of Eden erschien im Dezember 1971 im Magazin Fantastic. Er ist bekannt dafür, sich im Rahmen der Science Fiction auch mit sportlichen Themen zu beschäftigen, wie zum Beispiel in der 1977 im Asimov’s Science Fiction Magazin erschienenen Geschichte Home Team Advantage. Sein Hochstahl, eine Zusammenarbeit mit Jack Dann wurde 1982 für den Nebula Award nominiert.
1971 wurde Haldeman Mitglied der Science Fiction Writers of America und leitete in der Folge acht SF Conventions. 1996 wurde er für sein Lebenswerk mit dem Phoenix Award ausgezeichnet.
Er war mit der Schriftstellerin Barbara Delaplace († 2022) verheiratet, mit der er auch zusammen arbeitete.
Er starb an einem Krebsleiden im Hospice of North Central Florida in Gainesville.

## Werke
Romane
- Vector Analysis (1978)
  - Deutsch: Das fremde Virus. Knaur Science Fiction & Fantasy #5729, 1980, ISBN 3-426-05729-8.
- Perry’s Planet (Star Trek/Bantam #11, 1980)
  - Deutsch:  Captain Perrys Planet. Moewig (Terra Taschenbuch #366), 1985, ISBN 3-8118-3406-1.
- High Steel (1982, mit Jack Dann)
  - Deutsch: Hochstahl. In: Ronald M. Hahn (Hrsg.): Dinosaurier auf dem Broadway. Heyne SF&F #4027, 1983, ISBN 3-453-30967-7.
- The Iceworld Connection (Spaceways #11, 1983, mit Vol Haldeman und Andrew J. Offutt, unter dem Gemeinschaftspseudonym John Cleve)
- There Is No Darkness (1983, mit Joe Haldeman)
  - Deutsch: Und fürchtet keine Finsternis. Bastei Lübbe Science Fiction Bestseller #22083, 1985, ISBN 3-404-22083-8.
- The Fall Of Winter (1985)
- Echoes Of Thunder (1991, mit Jack Dann)
- …on the Planet of Zombie Vampires (Bill, the Galactic Hero #4, 1991, mit Harry Harrison)
  - Deutsch: Die Welt der Zombie-Vampire. Heyne, 1991, ISBN 3-453-08593-0.

Kurzgeschichten
- Garden of Eden (1971)
- Watchdøg (1972)
- What I Did on My Summer Vacation (1973)
- Chang Bhang (1973)
- Slugging It Out (1974)
- Sand Castles (1974)
- What Time Is It? (1975)
- Laura's Theme (1975)
- Songs of Dying Swans (1976)
- Limits (1976, mit Jack Dann)
- Those Thrilling Days of Yesteryear (1977)
- Louisville Slugger (1977)
- Vector Analysis (1977)
- Home Team Advantage (1977)
- The End-of-the-World-Rag (1977)
- The Thrill of Victory (1978)
- The Agony of Defeat (1978)
- Mortimer Snodgrass Turtle (1978)
- What Weighs 8000 Pounds and Wears Red Sneakers? (1978)
- Thirty Love (1978)
- Last Rocket From Newark (1978)
- Longshot (1979)
- Snakes and Snails (1979)
- Starschool (1979, mit Joe Haldeman)
- Starschool on Hell (1979, mit Joe Haldeman)
- To Race the Wind (1979)
- A Scientific Fact (1979)
  - Deutsch: Eine wissenschaftliche Tatsache. In: Walter Spiegl (Hrsg.): Brennpunkt Zukunft 2. Ullstein Science Fiction & Fantasy #31042, 1982, ISBN 3-548-31042-7.
- What Kind of Love Is This? (1979)
- Hear the Crash, Hear the Roar (1979)
- Spring Fever (1980)
  - Deutsch: Frühlingsfieber. In: Manfred Kluge (Hrsg.): Gefährliche Spiele. Heyne SF&F #3899, 1982, ISBN 3-453-30822-0.
- A Tale of Two Cities (1980)
- Eight Ball Blues (1980)
- Games Children Play (1981)
- Executive Clemency (1981, mit Gardner Dozois)
- Playing for Keeps (1982)
- Wet Behind the Ears (1982)
- Monkey Business (1983)
- On the Rebound (1983)
- Open Frame (1983)
- We, the People (1983)
- My Crazy Father Who Scares All the Women Away (1983)
- Judgment Day (1984)
- Cube Root (1984)
- Still Frame (1984)
- A Very Good Year (1984)
- Rats in Space (1985)
- The Rosy-Cheeked Girl Who Danced on the Deck of the Titanic (1985)
- The Funny Trick They Played on Old McBundy's Son (1986, mit George Alec Effinger)
- Dead Man's Tie (1987)
- Blue Story (1989)
- Quartet for Strings and an Occasional Clarinet (1991)
- Echoes of Thunder (1991, mit Jack Dann)
- Enemy of the State (1991)
- Line Item on a Dead Grant (1991)
- Ghost Town (1992)
- Short Count in Chicago (1992)
- Lonesome Homesick Blues (1992)
- By the Sea (1992)
- Gut Reaction (1992)
- Ashes to Ashes (1992)
- The Raven Teaches the Professor a Lesson (1992)
- Aladdin and the Lost City (1992)
- Dirt Track Demon (1992)
- Death of a Dream (1993)
- The Cold Warrior (1993)
- Thunder-Being (1993, mit Jack Dann)
- A Later Date (1994)
- Last Things First (1994)
- South of Eden, Somewhere Near Salinas (1994)
- Ma Teresa and the Hole-in-the-Wall Gang (1994)
- True Grits (1995)
- That'll Be the Day (1996, mit Barbara Delaplace)
- History Lesson (1997)
- If Pigs Could Fly (1997)
- Southern Discomfort (1998)
- In Finnegan's Wake (2002)